# Cherbourg-Octeville
Cherbourg-Octeville (em português Cherburgo-Octeville) foi uma comuna francesa na região administrativa da Normandia, no departamento da Mancha. Estendia-se por uma área de 14,26 km², com 42 318 habitantes, segundo os censos de 1999, com uma densidade 2 967 hab/km². Ela resulta da fusão das cidades de Cherbourg e Octeville no ano de 2000.
Em 1 de janeiro de 2016, passou a formar parte da nova comuna de Cherbourg-en-Cotentin.

## História
Situada ao norte da península de Península do Cotentin, protegida pelo maior ancoradouro artificial do mundo, entre o cap de la Hague, e o Val de Saire, a cidade foi no curso de séculos um lugar estratégico disputado entre ingleses e franceses, um dos dois "chaves do reino" segundo Sébastien Le Prestre de Vauban até, através de trabalhos marítimos colossais, virar um porto militar de primeira ordem, com a vontade de Luís XVI e Napoleão I. Escala de navios transatlânticos na primeira metade do século XX, Cherbourgo foi o objetivo primeiro das tropas americanas no Desembarque da Normandia.
Prefeitura marítima. e sub-prefeitura da Mancha, seus 40 700 habitantes constituem a primeira cidade do Departamento, à frente da prefeitura de Saint-Lô, e a segunda da região depois de Caen. Porto militar, base de estudos marítimos e para passageiros trans-Mancha, desfavorecida pelo seu isolamento para ser um grande porto de mercadorias, é um grande polo de construção naval, uma cidade de operários em uma região rural. Também foi um dos portos de embarque do RMS Titanic.

## Cidades geminadas
Cherbourg-Octeville possui as seguintes cidades geminadas:
- Bremerhaven, Alemanha;
- Holzminden, Alemanha;
- Poole, Reino Unido;
- Sarh, Chade.

## Personalidades
- Victor Grignard (1871-1935), prémio Nobel da Química de 1912